# Musée national de Slovénie
Le Musée national de Slovénie (en slovène, Narodni muzej Slovenije) est un musée situé à Ljubljana, capitale de la Slovénie. Il comprend des collections archéologiques et numismatiques, des collections d'imprimés, d'estampes et de dessins et des collections d'histoire et d'arts appliqués.

## Histoire
Le musée a été fondé en 1821 comme musée des États de Carniole (en allemand, Krainisch Ständisches Museum).
Il a pris son nom actuel en 1992.

## Édifice
Le bâtiment du musée a été construit dans un style néoclassique, parfois qualifié de style néo-Renaissance, entre 1883 et 1885. Il est l'œuvre de Wilhelm Treo, en collaboration avec l'architecte tchèque Jan Vladimír Hráský (en) (1857-1939).

### Autres sites
En plus du bâtiment historique du musée, les collections sont exposées dans une annexe située à proximité (Metelkova) et dans trois sites délocalisés en Slovénie : le château de Snežnik, le château de Bled et le fort romain d'Ad Pirum.

## Collections

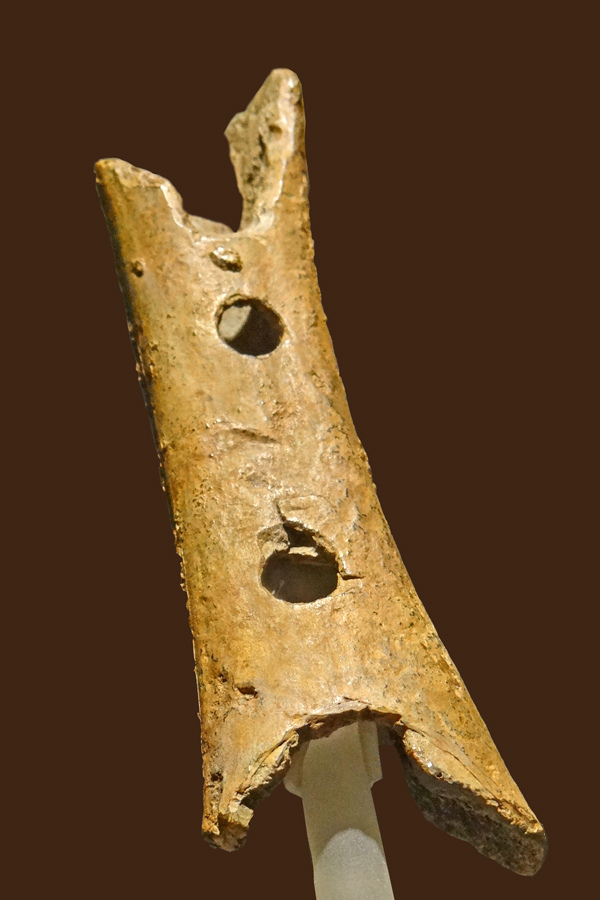
Fragment d'un fémur d'ours découvert en 1995 dans la grotte de Divje Babe. Paléolithique moyen. Pourrait être la plus ancienne flûte connue.
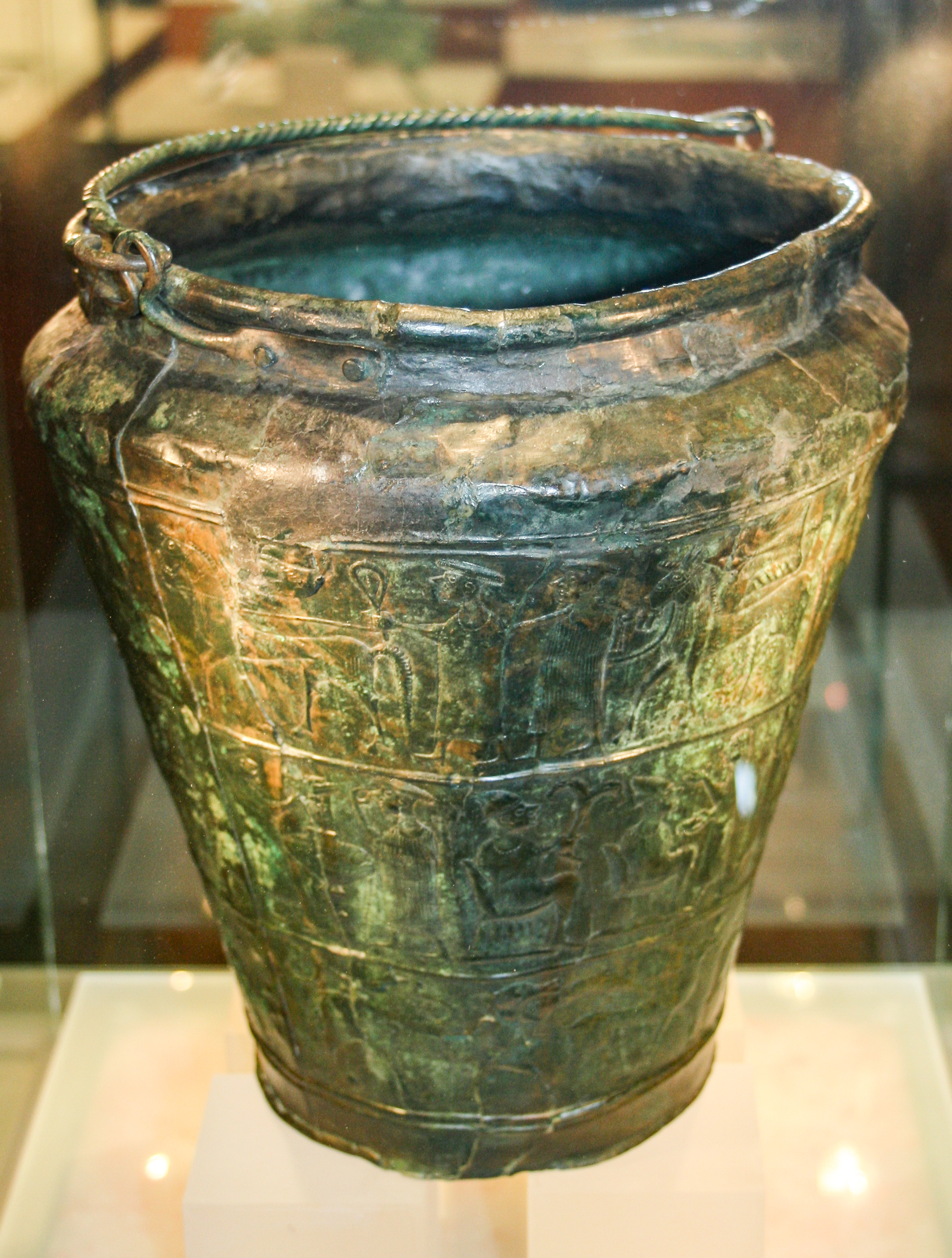
Situle de Vače (Ve siècle av. J.-C.).
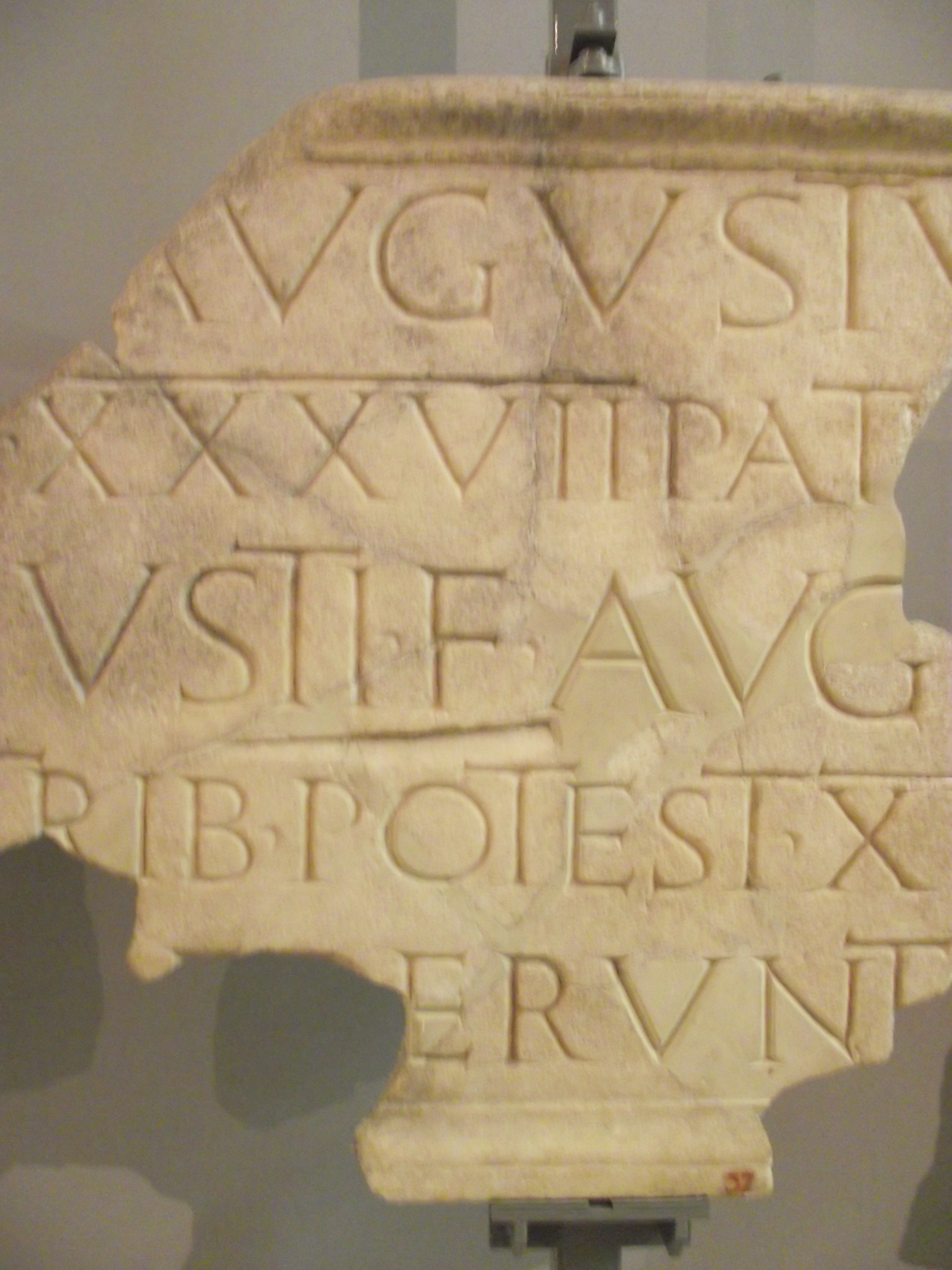
Fragment d'une inscription romaine monumentale (fin 14-début 15 ap. J.-C.) au nom des empereurs Auguste et Tibère[1].
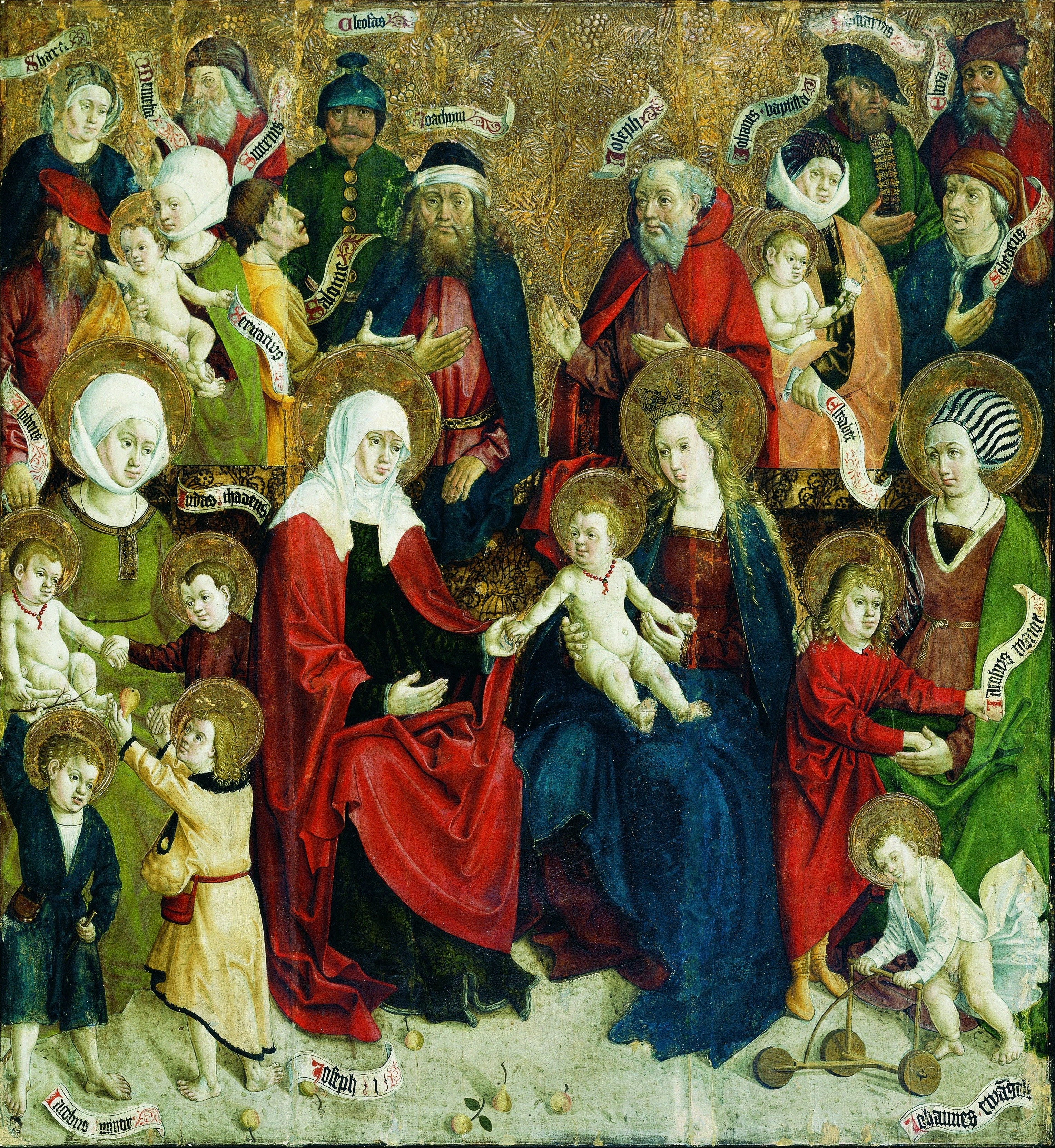
Sainte Anne et la Sainte Famille par le Maître d'Okoličné (vers 1510).
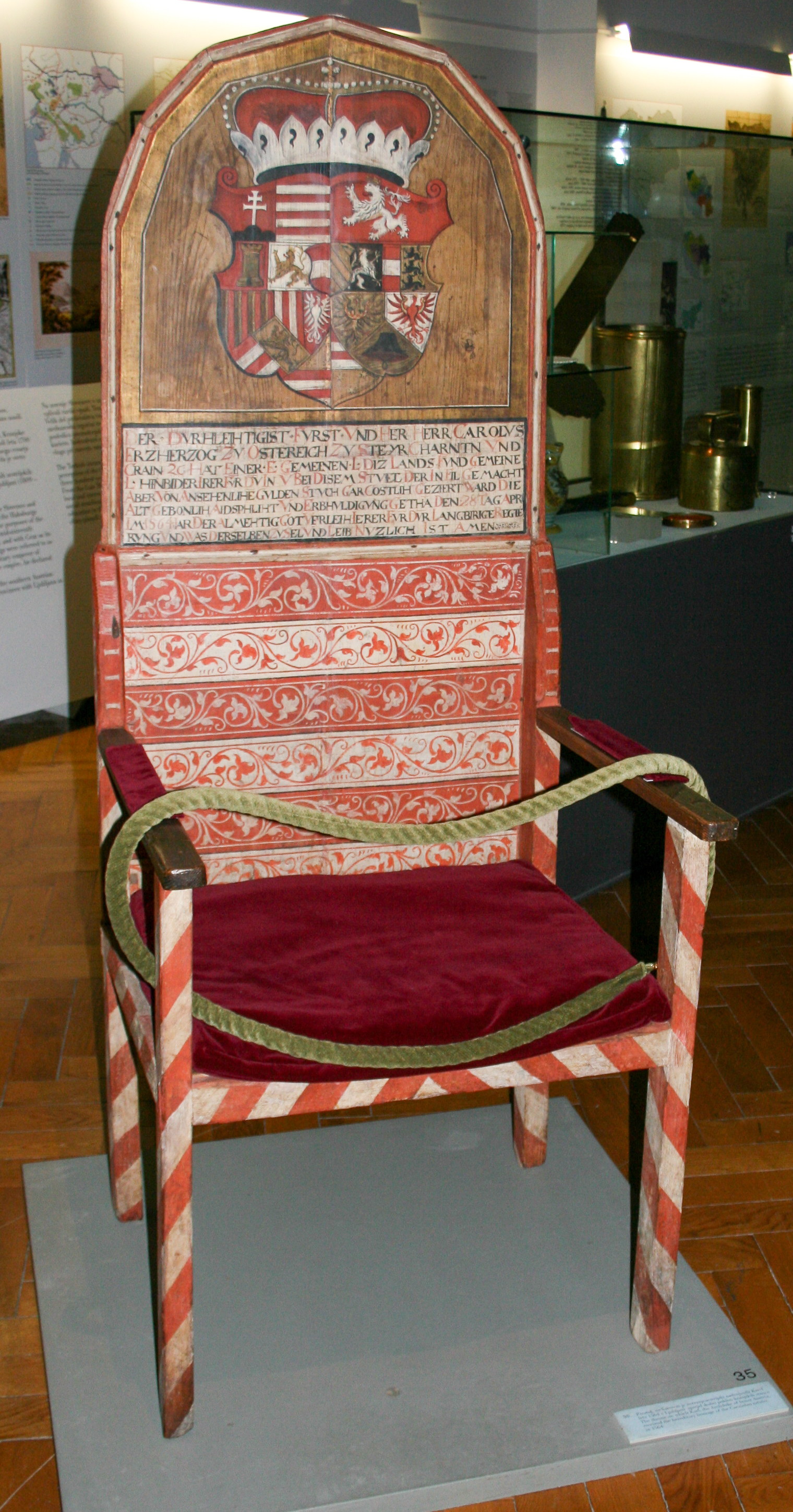
Trône de l'archiduc Charles II François, sur lequel il reçut en 1564 l'hommage des États de Carniole.